# サント＝ソランジュ
サント＝ソランジュ （Sainte-Solange）は、フランス、サントル＝ヴァル・ド・ロワール地域圏、シェール県のコミューン。ベリー地方の守護聖人である聖ソランジュにちなんだ名称である。

## 地理
ブールジュから15kmの距離にある。レ＝ゼクス＝ダンギヨンとは7km離れている。コラン川の小さな支流ウアティエ川がコミューンを横切る。

## 歴史
9世紀まで、村の元々の名はサン・マルタン・デュ・クロ（Saint-Martin-du-Crôt）といい、この名称は現在も村のメイン・ストリートの名として残っている。
- 9世紀、年若い羊飼いの娘ソランジュが、ポワティエ伯の息子ベルナール・ド・ゴティによって殺害された。神への愛のために、ベルナールからの結婚の申し出をソランジュは拒否したので、頭を切り落とされたのである。その後彼女の遺体は拾い集められ、生誕の地であるヴィルモンへ運ばれた。そこは村から2km離れていた。以後、村はサント＝ソランジュと名付けられ、現在までフランス国内ただ一つしかない地名となっている。羊飼いは聖ソランジュと呼ばれ、ベリー地方の守護聖人となった。
- 1511年、教会がドニ・ド・バル（元サン・パプール司教でベリー出身）によって聖別された。

## 人口統計
| 1962年 | 1968年 | 1975年 | 1982年 | 1990年 | 1999年 | 2005年 | 2014年 |
| ------ | ------ | ------ | ------ | ------ | ------ | ------ | ------ |
| 668    | 594    | 846    | 1089   | 1257   | 1304   | 1222   | 1166   |

参照元:1962年から1999年までは複数コミューンに住所登録をする者の重複分を除いたもの。それ以降は当該コミューンの人口統計によるもの。1999年までEHESS/Cassini、2006年以降INSEE。

## 行事
毎年ペンテコストの月曜日、聖ソランジュを崇敬する巡礼が行われた。朝に教会でミサが行われると、聖遺物を掲げ礼拝行進が出発した。行列の一部には、羊飼いの扮装をした少女たちも加わっていた。かつては、多くの祝祭がカーニバルやサッカー・トーナメントのように組織化されていたが、次第に消滅していった。